# Viikinranta
Viikinranta (en suédois : Vikstranden) est une section du quartier de Viikki à Helsinki en Finlande. Viikinranta fait partie du district de Latokartano.

## Description
Viikinranta a une superficie de 4,57 km2, sa population s'élève à 1 054 habitants(1.1.2010) et elle offre 609 emplois (31.12.2008).